# Danh sách nhân vật trong How I Met Your Mother

Từ trái sang phải: Ted, Robin, Barney, Marshall, Lily.

Loạt phim hài kịch tình huống How I Met Your Mother do Hoa Kỳ sản xuất được công chiếu trên đài CBS kể từ ngày 19 tháng 9 năm 2005. Do Craig Thomas và Carter Bays sáng lập, loạt phim được giới thiệu theo lời thuật lại của nhân vật Ted vào năm 2030 khi anh kể cho con mình nghe về cách mà anh đã gặp người mẹ thật sự của chúng. Loạt phim trải qua 9 phần và bao gồm 208 tập phim; tập phim cuối cùng được phát sóng vào ngày 31 tháng 3 năm 2014.
Các nhân vật chính bao gồm: Ted Mosby, người mong muốn tìm được "một nửa" cho mình; Barney Stinson, một tay lăng nhăng; Robin Scherbatsky, một phóng viên truyền hình chuyển đến New York vào năm 2005; Marshall Eriksen và Lily Aldrin, một cặp đôi chung sống lâu năm. Cho dù nền tảng loạt phim dựa trên câu chuyện xung quanh nhân vật người Mẹ, thì đến tận tập cuối của phần 8, cô mới xuất hiện lần đầu.
Nhiều nhân vật có quan hệ họ hàng với các nhân vật chính đã xuất hiện trong suốt loạt phim, như cha ruột của Lily hay anh trai của Barney. Họ cũng được xuất hiện trong nhiều dịp họp mặt gia đình, như lễ cưới của Barney và Robin hay đám tang cha của Marshall. Các con của Ted và con trai của Marshall và Lily cũng thường xuyên xuất hiện trong nhiều tập mà không liên quan trực tiếp đến nội dung tập phim.
Ranjit, Carl và nhiều nhân vật khác thường xuyên xuất hiện nơi dàn diễn viên chính thường lui tới. Các nhân vật trong các mối quan hệ của Ted, Barney hay Robin thường xuất hiện trong nhiều tập trong suốt một thời gian dài như Victoria, Nora và Kevin. Những vai nhỏ hơn như the Slutty Pumpkin hay Mary thường chỉ xuất hiện trong 1 hay 2 tập phim nhưng vẫn liên quan trực tiếp đến nội dung trong tập đó.

## Dàn diễn viên
| Các phần              | Phần 1                 | Phần 2                 | Phần 3                 | Phần 4                 | Phần 5                 | Phần 6                 | Phần 7                 | Phần 8                             | Phần 9                 |
| Các nhân vật          | Các nhân vật chính     | Các nhân vật chính     | Các nhân vật chính     | Các nhân vật chính     | Các nhân vật chính     | Các nhân vật chính     | Các nhân vật chính     | Các nhân vật chính                 | Các nhân vật chính     |
| --------------------- | ---------------------- | ---------------------- | ---------------------- | ---------------------- | ---------------------- | ---------------------- | ---------------------- | ---------------------------------- | ---------------------- |
| Ted Mosby             | Josh Radnor            | Josh Radnor            | Josh Radnor            | Josh Radnor            | Josh Radnor            | Josh Radnor            | Josh Radnor            | Josh Radnor                        | Josh Radnor            |
| Marshall Eriksen      | Jason Segel            | Jason Segel            | Jason Segel            | Jason Segel            | Jason Segel            | Jason Segel            | Jason Segel            | Jason Segel                        | Jason Segel            |
| Lily Aldrin           | Alyson Hannigan        | Alyson Hannigan        | Alyson Hannigan        | Alyson Hannigan        | Alyson Hannigan        | Alyson Hannigan        | Alyson Hannigan        | Alyson Hannigan                    | Alyson Hannigan        |
| Robin Scherbatsky     | Cobie Smulders         | Cobie Smulders         | Cobie Smulders         | Cobie Smulders         | Cobie Smulders         | Cobie Smulders         | Cobie Smulders         | Cobie Smulders                     | Cobie Smulders         |
| Barney Stinson        | Neil Patrick Harris    | Neil Patrick Harris    | Neil Patrick Harris    | Neil Patrick Harris    | Neil Patrick Harris    | Neil Patrick Harris    | Neil Patrick Harris    | Neil Patrick Harris                | Neil Patrick Harris    |
| Ted Tương lai         | Bob Saget (lồng tiếng) | Bob Saget (lồng tiếng) | Bob Saget (lồng tiếng) | Bob Saget (lồng tiếng) | Bob Saget (lồng tiếng) | Bob Saget (lồng tiếng) | Bob Saget (lồng tiếng) | Bob Saget (lồng tiếng)             | Bob Saget (lồng tiếng) |
| Tracy McConnell1      |                        |                        |                        |                        |                        |                        |                        | Cristin Milioti2                   | Cristin Milioti2       |
| Các nhân vật          | Các nhân vật phụ       | Các nhân vật phụ       | Các nhân vật phụ       | Các nhân vật phụ       | Các nhân vật phụ       | Các nhân vật phụ       | Các nhân vật phụ       | Các nhân vật phụ                   | Các nhân vật phụ       |
| Luke Mosby            | David Henrie3          | David Henrie3          | David Henrie3          | David Henrie3          | David Henrie3          | David Henrie3          | David Henrie3          | David Henrie3                      | David Henrie3          |
| Penny Mosby           | Lyndsy Fonseca3        | Lyndsy Fonseca3        | Lyndsy Fonseca3        | Lyndsy Fonseca3        | Lyndsy Fonseca3        | Lyndsy Fonseca3        | Lyndsy Fonseca3        | Lyndsy Fonseca3                    | Lyndsy Fonseca3        |
| Arthur Hobbs          |                        |                        | Bob Odenkirk           |                        | Bob Odenkirk           | Bob Odenkirk           |                        | Bob Odenkirk                       |                        |
| Bilson                | Bryan Callen           |                        | Bryan Callen           | Bryan Callen           |                        |                        |                        |                                    |                        |
| Brad Morris           |                        | Joe Manganiello        |                        |                        | Joe Manganiello        |                        |                        | Joe Manganiello                    |                        |
| Carl MacLaren         | Joe Nieves             | Joe Nieves             |                        | Joe Nieves             | Joe Nieves             | Joe Nieves             | Joe Nieves             | Joe Nieves                         | Joe Nieves             |
| Cindy                 |                        |                        |                        |                        | Rachel Bilson          | Rachel Bilson          |                        | Rachel Bilson                      | Rachel Bilson          |
| Curtis                |                        |                        |                        |                        |                        |                        |                        |                                    | Roger Bart             |
| Daphne                |                        |                        |                        |                        |                        |                        |                        |                                    | Sherri Shepherd        |
| Don Frank             |                        |                        |                        |                        | Benjamin Koldyke       |                        |                        |                                    |                        |
| Gary Blauman          | Taran Killam           |                        | Taran Killam           | Taran Killam           | Taran Killam           |                        |                        |                                    | Taran Killam           |
| James Stinson         |                        | Wayne Brady            | Wayne Brady            |                        |                        | Wayne Brady            | Wayne Brady            |                                    | Wayne Brady            |
| Jeanette Peterson     |                        |                        |                        |                        |                        |                        |                        | Abby Elliott                       | Abby Elliott           |
| Jerry Whitaker        |                        |                        |                        |                        |                        | John Lithgow           |                        |                                    | John Lithgow           |
| Judy Eriksen          | Suzie Plakson          |                        |                        |                        | Suzie Plakson          | Suzie Plakson          |                        | Suzie Plakson                      | Suzie Plakson          |
| Karen                 |                        |                        |                        | Laura Prepon           | Laura Prepon           |                        |                        |                                    |                        |
| Kevin Venkataraghavan |                        |                        |                        |                        |                        |                        | Kal Penn               |                                    | Kal Penn               |
| Loretta Stinson       |                        | Megan Mullally         |                        | Frances Conroy         |                        | Frances Conroy         | Frances Conroy         | Frances Conroy                     | Frances Conroy         |
| Marcus Eriksen        | Ned Rolsma             | Ned Rolsma             |                        | Ned Rolsma             | Ned Rolsma             | Ned Rolsma             | Ned Rolsma             | Ned Rolsma Gibson Sjobek (lúc nhỏ) |                        |
| Marvin Eriksen Jr.4   | Robert Michael Ryan    | Robert Michael Ryan    |                        | Robert Michael Ryan    | Robert Michael Ryan    | Robert Michael Ryan    | Robert Michael Ryan    | Blake Bertrand (lúc nhỏ)           |                        |
| Marvin Eriksen Sr.    | Bill Fagerbakke        |                        |                        | Bill Fagerbakke        | Bill Fagerbakke        | Bill Fagerbakke        | Bill Fagerbakke        | Bill Fagerbakke                    | Bill Fagerbakke        |
| Mickey Aldrin         |                        |                        |                        |                        | Chris Elliott          | Chris Elliott          | Chris Elliott          | Chris Elliott                      | Chris Elliott          |
| Nora                  |                        |                        |                        |                        |                        | Nazanin Boniadi        | Nazanin Boniadi        |                                    | Nazanin Boniadi        |
| Patrice               |                        |                        |                        |                        |                        |                        | Ellen D. Williams      | Ellen D. Williams                  | Ellen D. Williams      |
| Punchy                |                        |                        | Chris Romano           |                        |                        | Chris Romano           | Chris Romano           |                                    |                        |
| Quinn Garvey          |                        |                        |                        |                        |                        |                        | Becki Newton           | Becki Newton                       |                        |
| Robin Scherbatsky Sr. |                        |                        |                        | Eric Braeden           |                        | Ray Wise               | Ray Wise               | Ray Wise                           | Ray Wise               |
| Ranjit Singh          | Marshall Manesh        | Marshall Manesh        | Marshall Manesh        | Marshall Manesh        | Marshall Manesh        | Marshall Manesh        | Marshall Manesh        | Marshall Manesh                    | Marshall Manesh        |
| Nick Podarutti        |                        |                        |                        |                        |                        | Michael Trucco         |                        | Michael Trucco                     |                        |
| Sandy Rivers          | Alexis Denisof         |                        |                        |                        |                        | Alexis Denisof         | Alexis Denisof         | Alexis Denisof                     | Alexis Denisof         |
| Scooter               | David Burtka           | David Burtka           |                        | David Burtka           | David Burtka           | David Burtka           |                        | David Burtka                       | David Burtka           |
| Stella Zinman         |                        |                        | Sarah Chalke           | Sarah Chalke           |                        |                        |                        |                                    | Sarah Chalke           |
| The Captain           |                        |                        |                        |                        |                        | Kyle MacLachlan        |                        | Kyle MacLachlan                    | Kyle MacLachlan        |
| Tim Gunn              |                        |                        |                        |                        | Tim Gunn               |                        |                        |                                    | Tim Gunn               |
| Victoria              | Ashley Williams        |                        |                        |                        |                        |                        | Ashley Williams        | Ashley Williams                    | Ashley Williams        |
| Virginia Mosby        |                        | Cristine Rose          |                        |                        | Cristine Rose          | Cristine Rose          | Cristine Rose          |                                    | Cristine Rose          |
| Wendy the Waitress    | Charlene Amoia         | Charlene Amoia         | Charlene Amoia         | Charlene Amoia         | Charlene Amoia         | Charlene Amoia         |                        |                                    |                        |
| William Zabka         |                        |                        |                        |                        |                        |                        |                        | William Zabka                      | William Zabka          |
| Zoey Pierson          |                        |                        |                        |                        |                        | Jennifer Morrison      |                        |                                    | Jennifer Morrison      |
| Ralph Macchio         |                        |                        |                        |                        |                        |                        |                        | Ralph Macchio                      | Ralph Macchio          |

Ghi chú:
- ^1 "The Mother" được thủ vai bởi nhiều người (bao gồm cả Jennifer Birmingham và đạo diễn của phim, Pamela Fryman) trong toàn bộ loạt phim, cho đến khi Cristin nhận vai ở cuối phần 8.
- ^2 Cristin Milioti được xuất hiện thường xuyên ở phần 9 sau khi chỉ là nhân vật khách mời trong phần 8.
- ^3 Những cảnh có sự xuất hiện của David Henrie và Lyndsy Fonseca được sử dụng lại nhiều lần từ phần 3.[1]
- ^4 Marvin Eriksen Jr. được thể hiện bởi nhiều diễn viên khác nhau, một vài trong số đó không để lại tên, ở nhiều lứa tuổi khác nhau, từ trẻ con cho đến khi là người lớn.

## Các nhân vật chính

### Ted Mosby

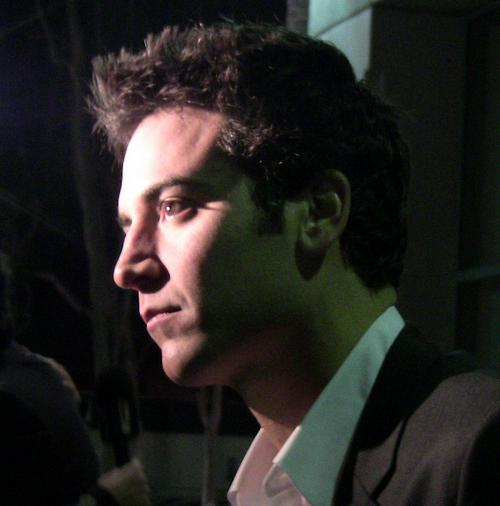
Josh Radnor vào năm 2009.

Xuất hiện trong 208 tập (từ "Tập phim mở đầu" đến tập "Last Forever")
Diễn viên: Josh Radnor.
Theodore Evelyn  "Ted" Mosby (sinh ngày 25 tháng 4 năm 1978). Anh là một gã lãng mạn, mong muốn đi tìm "một nửa" cho mình và thường xuyên giải thích việc định mệnh và "Vũ trụ" điều khiển mọi thứ. Ted lớn lên tại Shaker Heights, Ohio cùng với cha mẹ của mình - bà Virginia Mosby và ông Alfred Mosby. Anh là một kiến trúc sư tốt nghiệp từ trường Đại học Wesleyan, nơi anh đã gặp Marshall và Lily. Ted cũng là người dẫn chuyện đến từ tương lai của loạt phim, do Bob Saget lồng tiếng, khi anh kể cho các con của mình nghe chi tiết về câu chuyện làm thế nào mà anh gặp được mẹ chúng. Anh cũng từng bị bỏ lại nơi lễ đường, có công việc của một kiến trúc sư xây dựng và thiết kế tổng hành dinh cho Goliath National Bank.
Ted đã hẹn hò cùng nhiều người và có nhiều mối quan hệ lâu dài. Ted có một mối quan hệ chìm nổi cùng Robin. Ted cũng hẹn hò cùng Victoria, Stella và Zoey. Anh cuối cùng cũng gặp người vợ tương lai của mình, Tracy, vào thời điểm Barney và Robin làm đám cưới, sau khi vô tình dạy nhầm lớp của cô, dùng chiếc ô vàng của cô trong một thời gian ngắn và thậm chí hẹn hò cả cô bạn cùng phòng của cô. Khi anh chạm mặt bạn cùng phòng của Tracy (Cindy), anh quyết định chọn ban nhạc của cô chơi ở đám cưới của Barney và Robin.
Trong tập cuối, vợ của anh đã mất 6 năm trước. Các con của anh khẳng định câu chuyện của anh không phải nói về mẹ mình mà là về Robin; chúng thúc giục anh trở về bên cô ấy và mang cây kèn Pháp xanh đến nhà cô ấy để tỏ tình lần nữa.

### Barney Stinson

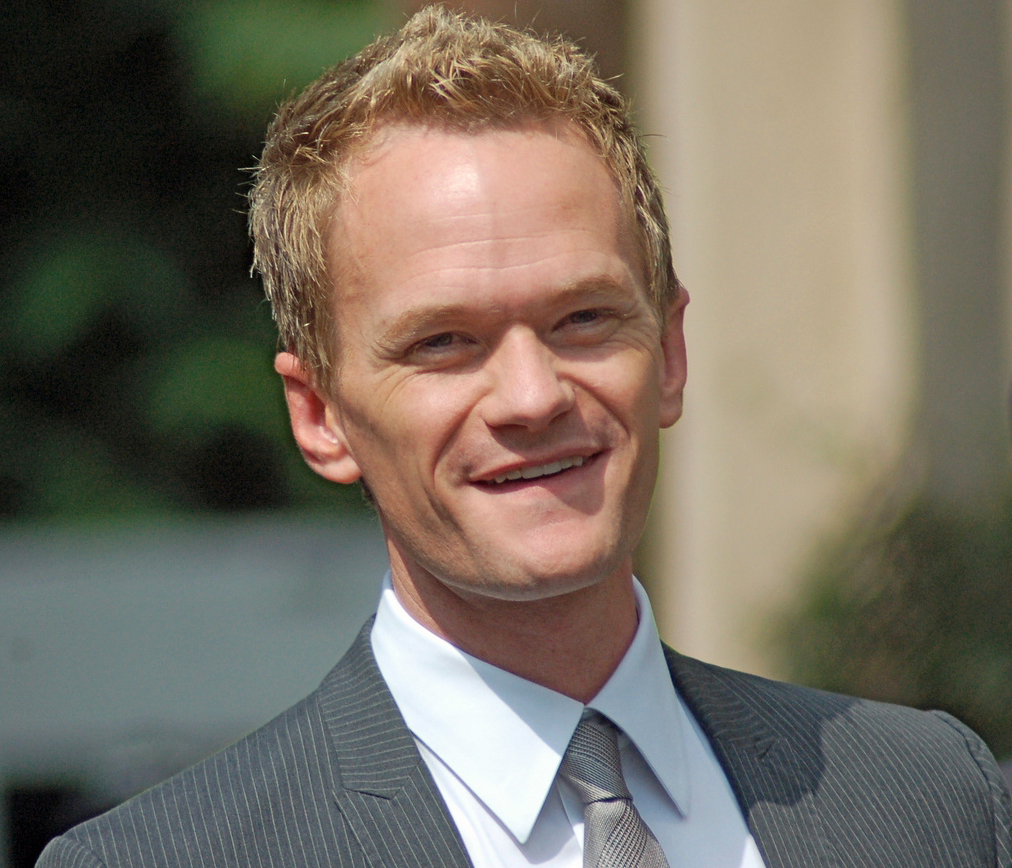
Neil Patrick Harris vào năm 2011.

Xuất hiện trong 208 tập (từ "Tập phim mở đầu" đến tập "Last Forever")
Diễn viên: Neil Patrick Harris.
Barnabus "Barney" Stinson (sinh năm 1976), xuất thân là một gã lăng nhăng. Anh được biết đến như một gã thường hay mặc áo com-lê, thích chơi trò bắn súng la-de, thích trình diễn ảo thuật với lửa, và hay dùng những từ như "awesome" và "legendary". Barney là tác giả của quyển Bro Code (dù anh khẳng định nó được viết bởi Barnabus Stinson ở kì Thực Dân) và quyển Playbook, bao gồm tư liệu của anh về việc gạ gẫm phụ nữ.
Barney lớn lên cùng bà mẹ đơn thân Loretta, cùng anh trai James của mình. Khi còn nhỏ, anh không có nhiều thời gian ở cùng với bố ruột. Trong phần 6, bố của anh, Jerome, đột ngột xuất hiện và muốn bù đắp cho anh trong suốt thời gian dài không có ông. Lúc còn trẻ, Barney là một gã theo phong cách hippie với mái tóc dài và mong muốn được nhận vào Peace Corps. Sau khi bị công ty từ chối nhận vào làm, anh suy sụp và đánh mất người phụ nữ đính hôn của mình, rồi anh tìm thấy một tờ rơi giảm giá áo com-lê và từ đó anh nghiện nó. Sau đó anh gặp Ted Mosby trong nhà vệ sinh và thông báo rằng anh sẽ "dạy [Ted] sống thế nào cho phải", và bắt đầu cuộc sống trong nhóm bạn của Ted.
Trong phần 4, Barney nhận ra tình cảm dành cho Robin và trải qua hết một phần phim để giấu giếm điều đó với cô. Họ đến với nhau trong phần 5, nhưng chỉ kéo dài trong 7 tập. Trong "Desperation Day", Robin giới thiệu anh cho bạn của cô ấy Nora. Mối quan hệ của Barney và Nora trải qua rất ngắn ngủi. Sau đó anh quyết định cho Nora và mối quan hệ cùng cô ấy thêm một cơ hội thứ hai, nhưng lại kết thúc khi anh lén lút quan hệ cùng Robin. Trong tập "The Magician's Code" có tiết lộ rằng anh sẽ cưới Robin, nhưng cuối cùng họ lại li hôn sau 3 năm chung sống. Anh sau đó trở lại con đường lăng nhăng và vô tình khiến một cô gái mang thai. Barney sau cùng đã phải bỏ danh tiếng của một tay lăng nhăng để chăm sóc cho con gái của mình, Ellie.

### Marshall Eriksen

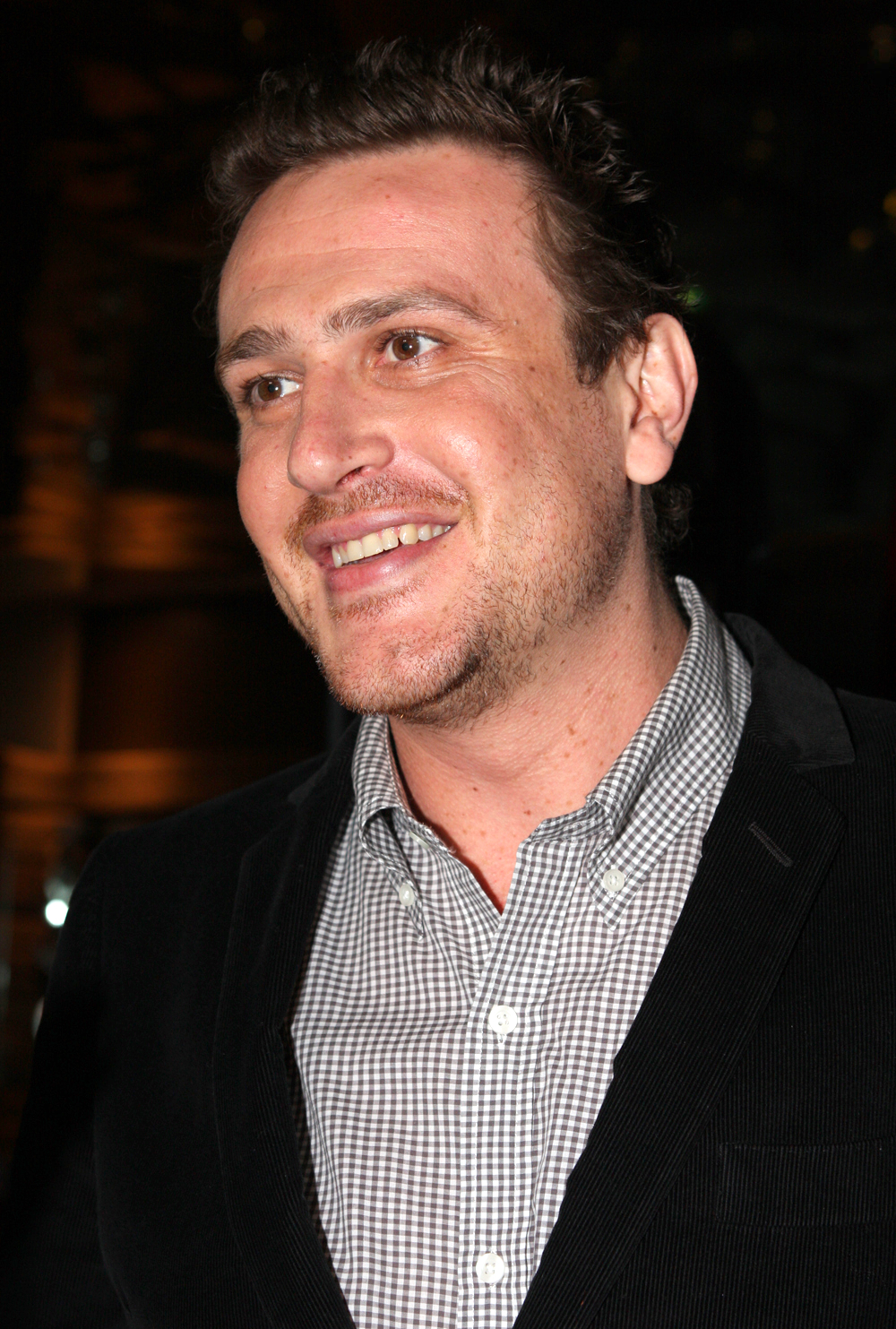
Jason Segel vào năm 2011

Xuất hiện trong 208 tập (từ "Tập phim mở đầu" đến tập "Last Forever")
Diễn viên: Jason Segel
Sinh năm 1978, Marshall Eriksen gặp Ted và Lily trong năm đầu Đại học. Anh và Lily yêu và hẹn hò nhau từ đó và lấy nhau ở cuối phần 2. Anh tốt nghiệp trường Luật Columbia tại Minnesota. Cho dù cao đến tận 1.93 mét, anh vẫn là thành viên nam thấp nhất trong gia đình. Marshall mong muốn trở thành luật sư vì có mối quan tâm đến luật bảo vệ môi trường. Anh cũng là một người chơi trò chơi rất giỏi và có hứng thú những điều siêu nhiên, như Sasquatch và Nessie. Trong tập "Last Cigarette Ever" có hé lộ trong tương lai, anh và Lily sẽ có một đứa con trai. Đầu năm 2011, sau khi biết tin mình có thể có con, Lily lại báo tin cho Marshall khi bố anh truỵ tim mà chết. Con trai đầu lòng của anh, được hạ sinh trong tập "The Magician's Code - Part One" được đặt tên là Marvin, theo tên của cha Marshall. Anh trở về kịp lúc vợ anh vừa sinh con mình.
Marshall sau cùng cũng nhận được công việc trong mơ, trở thành một thẩm phán tại New York, sau khi hứa với Lily chuyển về Ý. Điều này dấy lên một cuộc cãi vã lớn giữa hai người trong xuyên suốt phần cuối. Trong nửa đầu phần cuối, Marshall phải đi xe từ Minnesota đến nơi Barney và Robin tổ chức đám cưới. Trong lúc đang đến thì anh gặp The Mother. Sau cùng anh đã hòa thuận cùng vợ và tham gia tranh cử Pháp Viện Tối cao Hoa Kỳ.

### Lily Aldrin

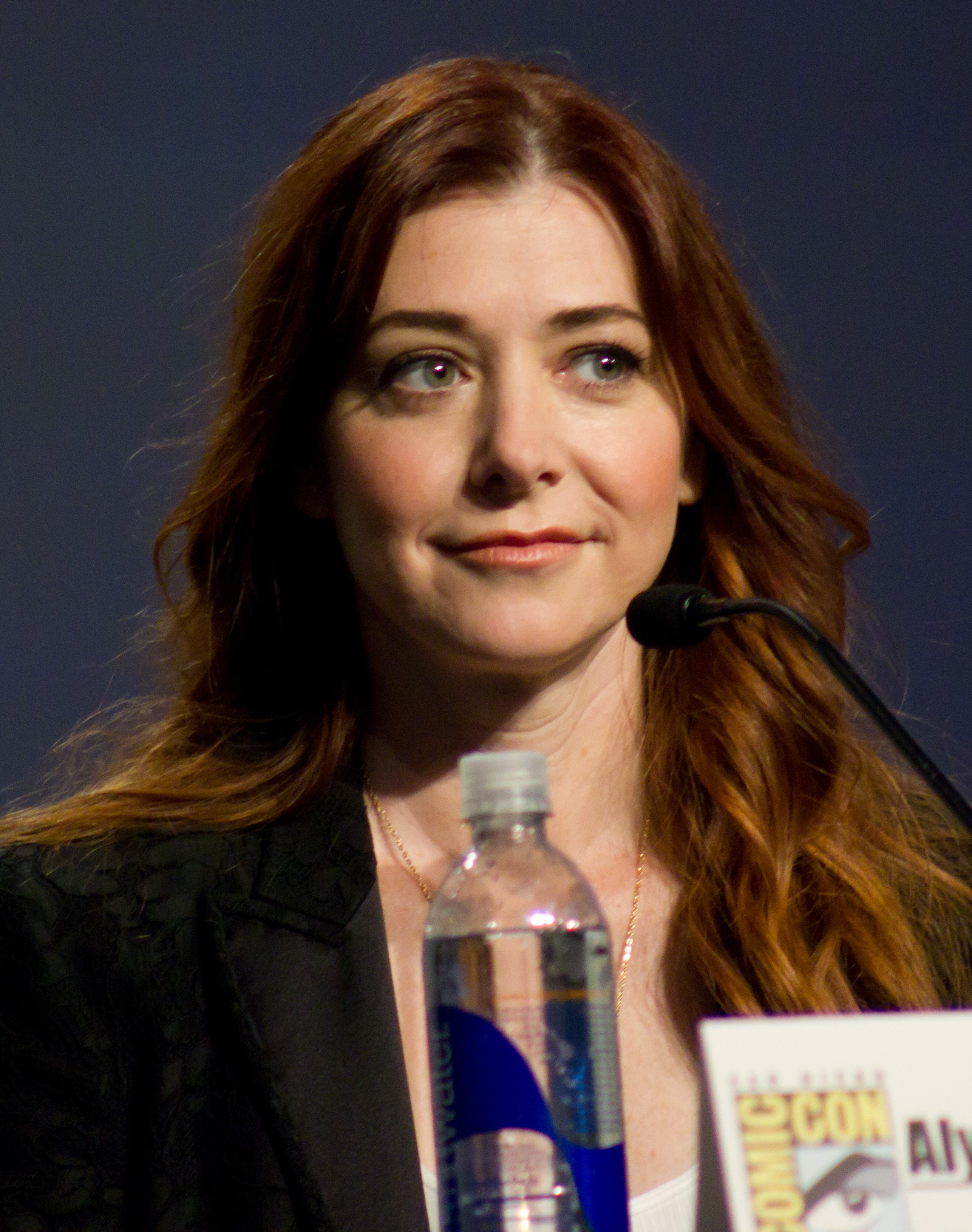
Alyson Hannigan vào năm 2013.

Xuất hiện trong 205 tập (từ "Tập phim mở đầu" đến tập "Last Forever")
Diễn viên: Alyson Hannigan
Sinh ngày 22 tháng 3 năm 1978, Lily là một giáo viên mầm non. Cô đính hôn cùng Marshall Eriksen và lớn lên tại Brooklyn, New York. Cũng như Ted và Marshall, cô cũng tốt nghiệp từ trường Đại học Wesleyan. Lily mơ ước trở thành một họa sĩ và trong một thời gian, cô đã vẽ tranh khỏa thân cho Marshall & Barney. Lily đôi lúc cho thấy có hứng thú với người đồng giới, thường tưởng tượng và mơ về những người phụ nữ khác. Cô cũng gặp rắc rối với khoản nợ khổng lồ vì nghiện mua sắm; không thể giữ bí mật; và cũng là người quan tâm và vì nhóm bạn của mình nhất.
Trong lúc học đại học, Lily từng hẹn hò với Scooter trước khi gặp được Marshall và hẹn hò với anh từ đó. Họ bên nhau trong khoảng 9 năm và đính hôn gần 1 năm khi Lily chia tay với Marshall để chuyển đến San Francisco để tập trung cho công việc hội họa của mình. Cô trở lại New York nhưng Marshall không chấp nhận, khiến họ phải cách mặt nhau một vài tháng. Sau đó họ hàn gắn lại mọi chuyện và lấy nhau. Họ từng chuyển về căn hộ tại "Dowisetrepla", khi họ chưa biết nó nằm gần Nhà Máy Xử Lý Nước Thải. Họ muốn có con, nhưng lại quá sợ sệt nên không thử. Trong phần 6, cô thông báo mình có thai và trong tập "The Magician's Code - Part One", cô hạ sinh đứa con trai tên là Marvin Jr. Trong suốt phần 8, cô nhận công việc của một cố vấn nghệ thuật cho The Captain. Ngài ngỏ ý việc chuyển đến Ý để tìm kiếm và đấu giá tác phẩm cho bộ sưu tập của ông. Sau khi bàn với Marshall, họ đã nhất trí chuyển đi Ý. Thế nhưng, trong phần cuối, họ cãi nhau rất lớn vì Marshall tự ý nhận việc của một thẩm phán mà không hỏi ý kiến cô. Sau đó họ quyết định không đi đến Ý cùng cô khi biết cô đang mang thai. Trong tương lai, cô và Marshall có đứa con thứ 3.

### Robin Scherbatsky

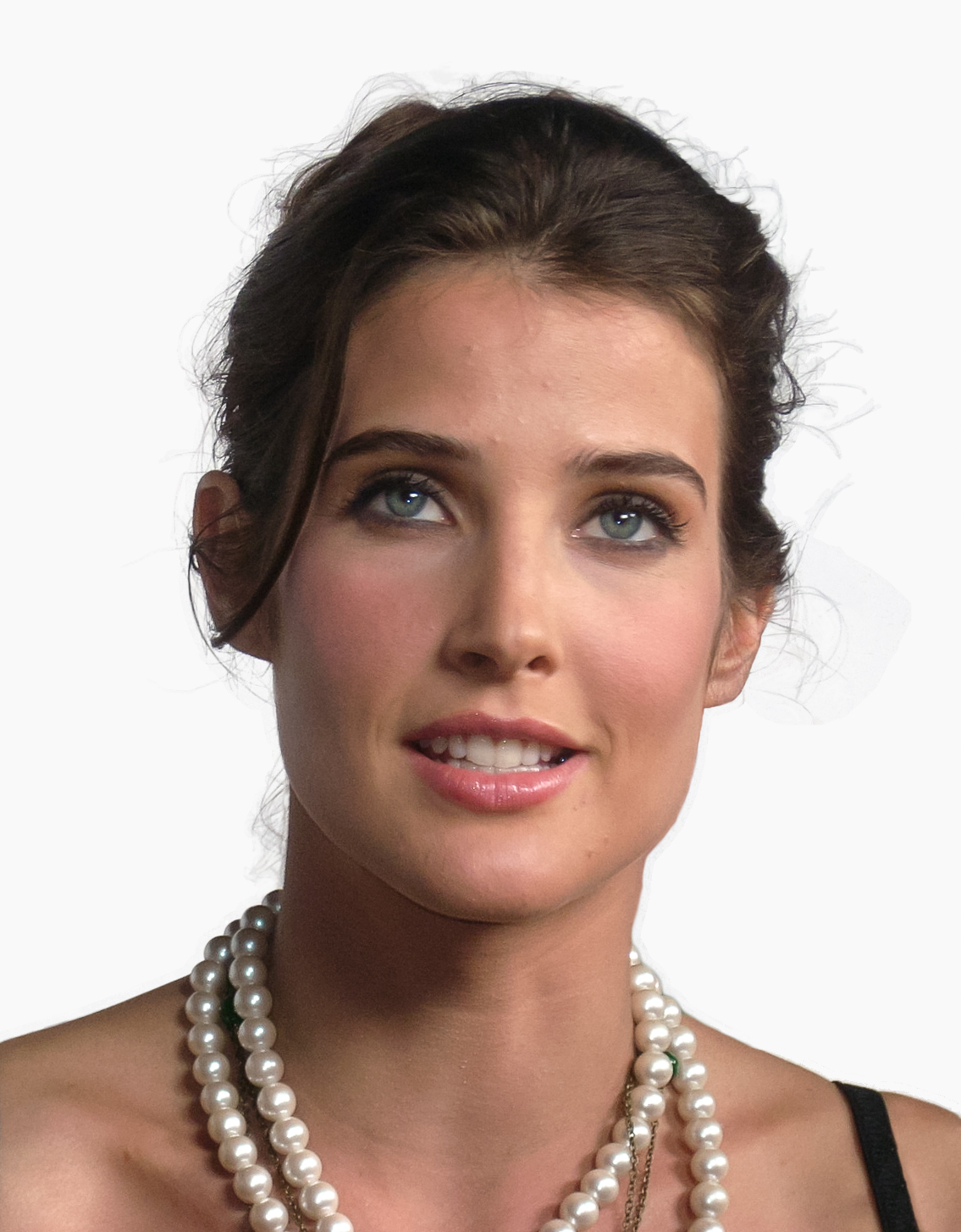
Cobie Smulders vào năm 2008.

Xuất hiện trong 208 tập (từ "Tập phim mở đầu" đến tập "Last Forever")
Diễn viên: Cobie Smulders
Robin sinh ngày 23 tháng 7 năm 1980, làm việc của một biên tập viên bản tin thời sự cho đài World Wide News. Cô xuất thân từ Vancouver, British Columbia và được đặt tên theo tên của cha cô, người đã nuôi cô theo cách của một đứa con trai.
Cô có mối quan hệ chìm nổi cùng Ted. Họ hẹn hò nhau trong phần 2 của loạt phim và sau đó chia tay, thế nhưng vẫn còn tình cảm với nhau trong phần 3. Trong một vài tập, cô xuất hiện như một nữ ca sĩ thiếu niên theo dòng nhạc teen pop với nghệ danh là Robin Sparkles, từng đến khắp các trung tâm thương mại tại Canada theo ca khúc nổi tiếng của mình "Let's Go to the Mall" và "Sandcastles in the Sand." Trong phần 4, Robin chuyển đến ở cùng Ted sau khi trở về từ chuyến đi công tác ngắn ngày ở Nhật Bản. Cuối phần 4, cô và Barney nhen nhóm một mối quan hệ, những lại kết thúc nó vào phần 5.
Sau khi bị thất nghiệp một thời gian tại Mỹ, Robin biết được mình sẽ bị trục xuất nếu không có việc làm. Barney giúp cô có được một công việc trong một chương trình trò chuyện buổi sáng và từ đó là người đóng vai trò chính trong kênh truyền hình đó. Barney và cô tiến tới hôn nhân vào phần 8 và 9, khi ở phần cuối, mọi chuyện được trải dài trong tuần lễ diễn ra đám cưới của hai người. Họ đã li hôn sau ba năm chung sống. Năm 2030, Robin vẫn sống với bầy chó của mình tại New York khi cô nhận được lời cầu hôn từ Ted, người đã goá vợ suốt 6 năm.

### The Mother (Tracy McConnell)
xxxxnhỏ|Cristin Milioti vào năm 2012.]]
Xuất hiện trong 8 tập phim (từ "Lucky Penny" đến "The Time Travelers" khi chưa lộ diện; và trong 14 tập phim từ "Something New" đến tập "Last Forever" khi đã lộ diện)
Diễn viên: Cristin Milioti
Cho dù The Mother luôn là nhân vật chính của loạt phim, cô mới chỉ thật sự lộ diện từ tập "Something New"'. Trong phần 9, có nhiều phân cảnh tương lai tập trung vào Ted và The Mother; tập phim thứ 200 "How Your Mother Met Me" hé lộ rất nhiều về thân thế của The Mother.
Ted được gặp The Mother trong tập cuối, tại trạm tàu Farhampton sau khi dự đám cưới của Barney và Robin. Họ hẹn hò, đính hôn và có hai đứa con là Luke và Penny. Dù vậy, The Mother đã mất vì một căn bệnh không rõ nguyên nhân trong năm 2024

## Những nhân vật phụ
{{multi 

### Penny và Luke Mosby
Tập phim xuất hiện lần đầu tiên: "Tập phim mở đầu"
Tập phim xuất hiện lần cuối: "Last Forever"
Diễn viên: Lyndsy Fonseca & David Henrie
Penny và Luke là hai người con của Ted, chúng đều thuộc lứa tuổi thiếu niên ở năm 2030 khi Ted kể câu chuyện khi anh gặp mẹ chúng. Ta không biết nhiều về chúng ngoại trừ chuyện chúng không biết gì về những sự kiện đã khiến Ted gặp được mẹ chúng. Georgia Bays, con gái của tác giả loạt phim, Carter Bays, đã là nguồn cảm hứng cho vai diễn này. Penny và Lunk khi còn nhỏ được Katie Silverman (Penny) và Dexter Cross (Luke) trong tập "Rally".
Tên của chúng chỉ mới được tiết lộ trong tập "Unpause". Sau khi gặp mẹ chúng, Ted có thổ lộ mình có khao khát muốn đặt tên chúng là Luke và Leia, khi được tiết lộ trong tập "Milk", khi Lily muốn anh "thề trước đứa con trai và con gái chưa sinh" của mình và anh trả lời, "Anh thề trước Luke và Leia." Người con của anh chỉ xuất hiện trong phần nền của câu chuyện, cho dù Penny có xuất hiện lúc còn nhỏ trong tập "Trilogy Time", với bối cảnh năm 2015 và xuất hiện lần nữa trong tập "Lobster Crawl" thoáng qua khi cảnh Ted để Penny lại cho Marshall và Lily. Penny cũng xuất hiện thoáng qua trong tập "Unpause", khi mẹ cô chuẩn bị cho sinh Luke năm 2017. Cả Penny và Luke đều xuất hiện khi còn nhỏ trong tập "Rally", và khi chúng đến thăm cha mẹ mình trong ngày lễ Năm mới năm 2022.
Những cảnh có hé lộ phản ứng của chúng đến cái kết của câu chuyện đã được quay trong phần hai của loạt phim. Henrie và Fonseca được tiết lộ ai là người Mẹ thật vào năm 2006; theo lời của Craig Thomas năm 2014, Henrie còn nhớ khi Fonseca "ngay lập tức xoá nó khỏi đầu (cô biết đó là một bí mật) và hầu như không nhớ cho đến hiện nay". Tất cả sự xuất hiện của cả hai đều được sử dụng lại từ đoạn phim từ phần một. Đoạn quảng cáo cho phần cuối được quay bởi những diễn viên cũ, nhưng khi là người lớn.

### Marvin Eriksen Jr.
Xuất hiện trong 27 tập, từ "The Magician's Code – Part 1" tới "Daisy"
Marvin Wait-for-it Eriksen, hay Marvin Eriksen Jr., là con trai của Lily và Marshall. Trong tập "Challenge Accepted", Lily phát hiện mình có thai sau một thời gian dài cố gắng có con cùng Marshall. Marvin được hạ sinh trong tập "The Magician's Code – Part 1"; khi Marshall vừa kịp đến lúc con mình mới chào đời. Barney giúp Marshall đến bệnh viện và được chọn để đặt tên đệm cho đứa bé: "Wait-for-it". Marvin xuất hiện trong nhiều tập sau đó, thường là nguyên do khiến Marshall và Lily gặp căng thẳng và thiếu ngủ. Trong tập "Who Wants to be a Godparent?", Ted, Barney và Robin đều trở thành người giám hộ cho Marvin. Trong tập "Bedtime Stories", mọi chuyện đều được diễn ra xung quanh giấc ngủ của Marvin. Trong tập "Rally", có phân cảnh cho thấy Marvin khi 17 tuổi, trong ngày đầu vào đại học.

### Ranjit Singh
Xuất hiện trong 22 tập, từ "Tập phim mở đầu" đến "Last Forever"
Diễn viên: Marshall Manesh
Ranjit là tài xế xe taxi và limo đến từ Bangladesh, người đưa các nhân vật chính đi vòng quanh trong một vài dịp, và có lần uống sâm-banh cùng họ trong quán bar MacLaren's. Mỗi khi xuất hiện, anh luôn chào mọi người với câu "Hellooo!!". Anh chuyển sang lái xe limo ngay sau khi Marshall và Lily lấy nhau. Trong tập "The Sexless Innkeeper", anh và vợ của mình dự một buổi hẹn đôi cùng Marshall và Lily, cho dù họ không thích chút nào. Janjit giúp Ted trong cuộc hẹn kéo dài 2 phút cùng bác sĩ da liễu Stella mà anh quen trong tập "Ten Sessions", cũng như đưa Barney và Ted đến tiệc sinh nhật thứ 30 của Ted trong tập "The Goat". Trong tập "Three Days of Snow", anh đến sân bay và bắt gặp Lily, khi giúp cô ấy khi anh biết cô cần quá giang. Lần xuất hiện cuối của Ranjit là ở tập "The End of the Aisle" khi Ted Tương lai tiết lộ anh đã trở nên giàu có nhờ vào những vụ đầu tư lớn và làm chủ một dịch vụ xe Limo. Ranjit xuất hiện trong hơn 14 tập và vẫn còn là một phần trong dàn diễn viên của mùa cuối. Anh cũng là nhân vật không phải nhân vật chính xuất hiện trong cả chín phần của loạt phim.

### Carl MacLaren
Xuất hiện trong 20 tập, từ "Tập phim mở đầu" đến "Last Forever"
Diễn viên: Joe Nieves
Anh là người pha chế rượu tại quán rượu MacLaren's, nơi mà các nhân vật chính thường lui tới. Trong tập đầu, anh đang hẹn hò cùng một cô gái người Li-băng. Trong tập "The Pineapple Incident", anh có viết số điện thoại của mình cho Ted lúc anh đang say để gọi nếu bị lạc. Cho dù chưa từng đính chính trong phim, những nhà sáng lập loạt phim Carter Bays và Craig Thomas từng nhắc đến họ MacLaren của anh trong DVD Phần 1 và anh là người chủ quán rượu. Trong phần tư liệu về tập The Pineapple Incident, Joe Nieves, người đóng vai Carl, nhận được vai sau khi bị cắt một cảnh mà đáng lẽ anh phải xuất hiện, khiến anh phải trở lại trường quay trong trang phục của nhân vật cũ, một anh chàng cảnh sát. Anh tiếp tục có một người con trai, người phụ giúp anh tại quán rượu. Tên của cậu bé được đặt theo tên một trợ lý của những nhà sản xuất.

### Wendy
Xuất hiện trong 17 tập, từ "Return of the Shirt" đến "Garbage Island"
Diễn viên: Charlene Amoia
Cô là nữ bồi bàn trong quán MacLaren, với hình ảnh dịu dàng và đôi lúc ngây thơ. Barney từng có mối quan hệ ngắn ngủi cùng cô, và kết thúc với cô một cách nhanh chóng, trong khi anh khẳng định cô ta cố gắng giết anh và tất cả thức uống cô ta phục vụ anh đều có độc. Trong phần 6 có hé lộ Wendy phải lòng và sau đó lấy đồng nghiệp cũ của Marshall, Meeker (Daniel G. O'Brien) và có 3 đứa con trong tương lai.

### Victoria
Xuất hiện trong 16 tập, từ "The Wedding" đến "Sunrise"
Diễn viên: Ashley Williams
Victoria là một thợ làm bánh tại tiệm bánh The Buttercup, cô gặp Ted trong một lần giao bánh cưới cho bạn của anh. Họ chấp thuận cùng nhau trải qua một đêm bên nhau và thật sự có cảm tình với nhau. Ted nhanh chóng tìm được cô và họ bắt đầu một mối quan hệ lãng mạn và căng thẳng cùng nhau. Mối quan hệ trở nên phức tạp khi Victoria muốn tham gia một hội nấu ăn tại Đức và cho dù còn nghi ngờ về việc này, họ không thể giữ vững mối quan hệ yêu xa này và quyết định chia tay.
Victoria xuất hiện trở lại trong cuộc sống của Ted vào 7 năm sau, khi cô tham gia một dạ hội của các kiến trúc sư ở cuối tập "The Naked Truth". Lúc hội ngộ cùng cô, Ted xin lỗi vì lừa dối cô lúc trước và làm hoà bằng việc rửa bát ở tiệm bánh. Khi Ted biết Victoria nhanh chóng quay lại cùng Klaus, một bạn học của cô tại Đức, ngay sau khi họ chia tay, cô và Ted bắt đầu cãi cọ nhưng sau đó họ nhớ lại quãng thời gian trước đây của nhau. Cho dù đã hôn nhau, Victoria tiết lộ rằng Klaus đang muốn cầu hôn cô và tin rằng cuộc hội ngộ của cô và Ted đã giúp cô quyết định chấp nhận lời cầu hôn đó. Trước khi đi, Victoria cảnh báo với Ted rằng mối quan hệ giữa anh, Robin và Barney đang ngăn anh khỏi việc gặp gỡ người mà anh đáng lẽ đã có cái kết êm ấm. Cho dù Ted không tin cô, nhưng Ted Tương lai lại tiết lộ rằng Victoria đã nói đúng.
Sau khi nhận ra Robin không bao giờ chấp nhận tình cảm của anh cho cô ấy, Ted quyết định nghe theo lời khuyên của Robin để gọi cho Victoria. Từ khi gặp cô ấy, anh bị sốc vì đó cũng chính là ngày cưới của Victoria và cô muốn chạy trốn cùng anh sau khi nghĩ đến việc kết hôn Klaus. Ban đầu Ted từ chối và nghĩ đến việc Stella từng bỏ rơi anh trước đây tại lễ đường, nhưng sau đó đã thay đổi ý định và quyết định tiếp tục mối quan hệ cùng Victoria sau khi biết Klaus cũng có đồng cảm nghĩ về Victoria - rất tuyệt, nhưng chưa phải một nửa của nhau. Họ cầu hôn lại và chấm dứt chuyện tình sau đó không lâu, chỉ bởi Victoria yêu cầu anh phải chấm dứt tình bạn với Robin. Khi chia tay với anh, Victoria chúc anh may mắn cùng Robin. Sau này có đoạn tiết lộ cô trở về Đức và gửi lại cho anh sợi dây chuyền của Robin mà cô đã giữ.
Trong phần 9, Bays và Thomas có tiết lộ về dự định cho một kịch bản phụ nếu đài CBS có ý định huỷ loạt phim ở phần 2, thì Victoria sẽ trở thành nhân vật Người Mẹ.

### Judy Eriksen
Xuất hiện trong 15 tập, từ "Belly Full of Turkey" đến "Daisy"
Diễn viên: Suzie Plakson
Judy Eriksen là mẹ ruột của Marshall. Bà lấy ông Marvin Eriksen Sr và có bốn người con trai Marvin Jr., Marcus, Martin, và Marshall. Bà sống ở St. Cloud, Minnesota, nơi bà chăm sóc gia đình mình. Bà được biết đến với mối quan hệ căng thẳng với Lily, khiến Marshall nhiều lần rơi vào cảnh khó xử, nhưng lại không thể hiểu được vì sao cô lại có thể ghét mẹ mình, người mà anh luôn thấy là một người phụ nữ cực kì dịu dàng.

### James Stinson
Xuất hiện trong 13 tập, từ "Single Stamina" đến "The End of the Aisle"
Diễn viên: Wayne Brady
Là người anh kế người Mỹ-Phi đồng tính của Barney, người cũng thích mặc áo com-lê và hành xử gần giống như em mình. Mọi chuyện thay đổi khi James gặp người chồng tương lai của mình, Tom. Barney ban đầu cố ngăn anh mình cưới Tom vì tin rằng James đang mắc sai lầm về chuyện này, nhưng sau đó lại nhanh chóng đổi ý khi anh biết họ đang chuẩn bị nhận nuôi một đứa bé. James cưới Tom một năm sau đó và đã có một bé trai 6 tháng tên là Eli. Trong phần 6, tập "Cleaning House," James tìm được người cha ruột của mình, Sam Gibbs, sau khi anh và Barney tìm thấy địa chỉ của ông trong một lá thư chưa được gửi từ mẹ họ, Loretta. Ở cuối tập "The Rebound Girl", James và Tom nhận nuôi một đứa bé gái tên là Sadie. James cũng giải thích với Ted, người cũng đang cân nhắc việc nhận nuôi một đứa con với Barney, rằng anh suýt có một đứa bé với bạn gái trước đây của mình, nhưng rồi anh thật sự vui mừng vì đã tìm được người mà mình thật sự yêu. Trong phần 9, tập "Coming Back", anh thông báo mình chuẩn bị li hôn sau khi Tom phát hiện anh lén lút với kẻ khác. Trước lễ cưới, Robin thắng lấy chiếc nhẫn cưới của James trong một ván cờ và từ chối trả lại cho anh vì chính anh nói cô và Barney không nên lấy nhau. Barney ban đầu đứng về phía anh trai mình, nhưng sau đó nhận ra chính sự ích kỉ của James là nguyên nhân khiến cuộc hôn nhân của anh luỵ tàn. Trong tập "Gary Blauman", James có tiết lộ việc Gary từng là một trong những kẻ mà anh từng lén lút quan hệ. James tự cố tự đổ lỗi cho mình về chuyện hôn nhân thất bại, nhưng Gary lại nhắc anh rằng chính anh ta mới là kẻ phá vỡ cuộc hôn nhân của chính anh. Ted Tương lai sau đó tiết lộ việc James và Tom quay lại cùng nhau và nuôi nấng Eli cùng Sadie trong một gia đình hạnh phúc.

### Zoey Pierson
Xuất hiện trong 13 tập, từ "Architect of Destruction" đến "Gary Blauman"
Diễn viên: Jennifer Morrison
Ted lần đầu gặp Zoey, một nhà hoạt động chính trị tham gia bảo vệ những toà nhà cổ tại New York, trong phần 6. Ban đầu, Ted bị hấp dẫn bởi cô ấy cho dù anh chính là kiến trúc sư có trách nhiệm trong việc phá bỏ một toà nhà cổ mà cô đang tham gia bảo vệ. Khi cô biết được sự thật, cô giành vài tuần để theo dõi và chọc ghẹo anh. Trong tập "Natural History", Ted gặp người chồng giàu có của cô, người đã tự xưng mình là the Captain, trong một sự kiện trang trọng tại một viện bảo tàng mà các bạn của Ted được mời vì dự án toà nhà của Goliath National Bank. Cho dù Zoey và Ted có tình cảm với nhau đêm đó, nhưng họ rời bảo tàng khi vẫn còn giận nhau. Trong tập "Blitzgiving" cô trải qua đêm trước Lễ Tạ ơn cùng với các bạn của Ted mà không có anh, điều khiến cô mời họ đến nơi cô ở trong Lễ Tạ ơn. Cuối cùng, Ted nhận ra Zoey thất vọng vì cô con gái kế ghét cô và không chịu tham gia Lễ Tạ ơn cùng cô. Ted vì thế trở thành bạn với cô. Cô trở nên giàu có và sở hữu căn biệt thự mà Marshall và Lily đã lấy nhau ở đó, and an apartment in the Alberta building.
Trong tập "Oh Honey", Zoey li hôn cùng the Captain, cô và Ted nhận ra họ đã yêu nhau. Trong tập "Garbage Island", Ted Tương lai tiết lộ Zoey không phải mẹ của chúng và chuyện của họ đã không kết thúc êm thấm. Khi trong tập "Landmarks", họ chia tay nhau. Cô sau đó có xuất hiện trong tập "Challenge Accepted" khi cô thất bại trong việc quay lại cùng Ted.

### Patrice
Xuất hiện trong 12 tập, từ "The Stinson Missile Crisis" đến "The End of the Aisle"
Diễn viên: Ellen D. Williams
Patrice là một nhân viên tại World Wide News, người thường hay bị Robin lớn tiếng vì luôn cố gắng trở thành bạn cùng cô. Trong phần 8, Patrice tham gia vào chiêu "The Robin" của Barney bằng việc giả vờ hẹn hò cùng anh. Trong tập "Gary Blauman" có hé lộ tương lại trở thành một người dẫn chương trình đàm thoại trên đài phát thanh của cô.

### Marvin Eriksen Sr.
Xuất hiện trong 12 tập, từ "Belly Full of Turkey" đến "Sunrise"
Diễn viên: Bill Fagerbakke
Marvin Eriksen là cha ruột của Marshall, bố chồng của Lily và là ông nội của Marvin Eriksen Jr. Ông và vợ mình, Judy Eriksen, có bốn người con trai, Marvin Jr., Marcus, Martin và Marshall. Ông rất thân thiết với Marshall, thường xuyên khuyên giải và nói chuyện với con trai mình qua điện thoại, đôi lúc là với Lily, trước khi qua đời đầu năm 2011. Sau đó, ông xuất hiện trong tập "Sunrise" dưới dạng một "hồn ma" mà Marshall tưởng tượng.

### Nora
Xuất hiện trong 11 tập, từ "Desperation Day" đến "Slapsgiving 3: Slappointment in Slapmarra"
Diễn viên: Nazanin Boniadi
Cô là bạn đồng nghiệp của Robin và gặp được Barney sau kì lễ Tình nhân. Cho dù anh có quan tâm đến cô, Barney lại không thừa nhận điều đó, mà sau đó Robin động viên anh bằng việc mời Nora đến thay mình chơi bắn súng la-de cùng Barney ngày hôm sau đó. Trong suốt buổi hẹn hò đầu tiên bình thường của anh cùng Nora, cô tiết lộ ước muốnđược kết hôn và ổn định cuộc sống của mình, đồng thời mời anh gặp bố mẹ mình, cả hai đều là những điều mà Barney chấp nhận với cô đều là những điều mình muốn. Cuối buổi hẹn, anh thổ lộ những gì anh đã nói đều là giả dối, mà sau này anh nhận ra mình thật sự không hề nói dối và muốn kết hôn, và chỉ trích ước mơ của Nora, điều khiến mối quan hệ của họ chấm dứt từ đó. Anh có cơ hội thứ hai thứ hai với Nora, khi anh thuyết phục cô rằng anh sẽ thật lòng trong mối quan hệ lần này. Họ bắt đầu hẹn hò nhưng chia tay trong tập "Tick Tick Tick" sau khi Barney thú nhận mình dối lừa cô bằng việc lén lút cùng Robin.

### Mickey Aldrin
Xuất hiện trong 11 tập, từ "Slapsgiving 2: Revenge of the Slap" đến "Daisy"
Diễn viên: Chris Elliott
Mickey Aldrin là cha ruột của Lily. Ông có niềm mê thích với việc mở rộng các Trò Chơi Nhà Aldrin, cũng là công việc sáng lập trò chơi thất bại của ông. Ông là một kẻ hay vắng mặt, lập dị và không đáng tin trong suốt thời thơ ấu của Lily. Mickey vội vàng đến thăm và mang quà đến cho Lily khi nghe tin cô mang thai, điều khiến Lily ngỡ ngàng vì trước đó ông không bao giờ ở bên cô. Sau này, ông cũng giúp đỡ hai vợ chồng Lily chăm sóc cho đứa con của họ, Marvin W. Eriksen khi chuyển về Manhattan. Sau này ông cũng có lén lút quan hệ với mẹ của Marshall khi họ ở chung nhà. Trong tập "Daisy", ông cùng mẹ của Marshall chăm sóc bé Marvin tại Ý.

### Linus
Xuất hiện trong 11 tập, từ "Coming Back" đến "Daisy"
Diễn viên: Robert Belushi
Linus là người pha chế rượu của khách sạn Farhampton Inn. Lily trả anh ta 100 đô-la để luôn có đồ uống trong tay cô trong suốt cuối tuần đám cưới của Barney và Robin. Trong suốt phần 9, cô luôn nhận được đồ uống từ Linus và luôn nhận được câu "Cảm ơn anh, Linus". Trong tập "Daisy" có tiết lộ rằng những đồ uống này hoàn toàn không có cồn, khi Lily đang mang bầu.

### Stella Zinman
Xuất hiện trong 10 tập, từ "Ten Sessions" đến "Sunrise"
Diễn viên: Sarah Chalke
Cô là bác sĩ da liễu của Ted, người xoá hình xăm bướm của anh. Ted cố thuyết phục cô hẹn hò cùng anh trong tập Ten Sessions. Ban đầu cô từ chối, khi thổ lộ việc cố gắng với vai trò làm mẹ với con gái của mình, nhưng sau đó đồng ý tham gia cuộc hẹn ăn trưa dài hai phút cùng anh. Cô và Ted bắt đầu hẹn hò sau đó không lâu. Trong tập cuối phần 3, anh cầu hôn Stella, và tập đầu phần 4, cô đã chấp thuận nó. Trong tập Shelter Island, sau khi lễ cưới của em cô không được suôn sẻ, cô và Ted đồng ý quản lý đám cưới đó. Cô chia tay anh khi bỏ anh lại nơi lễ đường và quay trở lại cùng Tony, bạn trai cũ của cô và cũng là cha của con gái cô. Cô xuất hiện trong tổng cộng 9 tập trong cả phần 3 và 4. Cô sau đó xuất hiện trong tập Right Place, Right Time, trong vai trò của một người phụ nữ bí ẩn, khiến Ted phải gặp nhiều sự kiện nhỏ nhặt; cô vẫn còn quan hệ cùng Tony và anh ta cũng cảm thấy tội lỗi khi cướp đi hôn thê của Ted. Sau đó không lâu, khi Ted đã va phải cô trên đường khi cô đang đi cùng Tony đến California, và là chủ đề của loạt phim về chuyện tình tay ba tên là The Wedding Bride.

### Kevin Venkataraghavan
Xuất hiện trong 10 tập phim, từ "The Stinson Missile Crisis" đến "Gary Blauman"
Diễn viên: Kal Penn
Anh là bác sĩ trị liệu của Robin, mà sau này trở thành bạn trai của cô. Cô lừa dối anh khi lén lút cùng Barney, nhưng trong tập 46 Minutes, anh không hề để ý đến điều này. Anh cầu hôn với Robin trước khi cô nói với anh việc cô không thể có con. Khi anh biết được, anh vẫn muốn cưới cô, đề nghị với cô việc nhận nuôi con hoặc sinh hộ. Nhưng khi cô nhất quyết không muốn có con, anh rút lại lời cầu hôn và họ chia tay. Trong tập "Gary Blauman" có tiết lộ trong tương lai, anh đã êm ấm cùng Jeanette.

### Quinn Garvey
Xuất hiện trong 10 tập phim, từ "The Drunk Train"
Diễn viên: Becki Newton
Cô là người tình của Barney trong xuyên suốt phần 7 và cũng là người có cùng tính cách với anh nhất. Barney trở nên có tình cảm với cô mà không hề nhận ra cô là một vũ nữ thoát y tại quán Lusty Leopard, cho dù anh luôn là người khách quen tại đó. Barney cầu hôn cô trong tập The Magician's Code. Cho dù sau đó họ chia tay trong tập "The Pre-Nup" khi nhận ra họ không hề tin tưởng nhau hoàn toàn. Cô có trở lại trong tập "The Bro Mitzvah", khi cô tham gia kế hoạch của Robin để tạo ra một lễ chia tay độc thân tệ nhất từng có cho Barney.

### Sandy Rivers
Xuất hiện trong 10 tập, từ "Nothing Good Happens After 2 A.M." đến "Gary Blauman"
Diễn viên: Alexis Denisof, chồng thật ngoài đời của Alyson Hanigan
Sandi là một gã người dẫn chương trình dâm đãng và tự yêu quý bản thân. Anh xuất hiện trong vai đồng nghiệp của Robin tại Metro News One và không có được cơ hội để mời cô hẹn hò. Ted và Marshall từng chế nhạo anh ta. Anh sau đó từ chức để nhận một công việc mới tại đài CNN và khuyên Robin nên thay anh làm người dẫn chính. Sandy và Robin ân ái cùng nhau trong một lần vào phần 6, khi họ còn là đồng nghiệp tại World Wide News, nơi anh vẫn thường hay tán tỉnh những cô thực tập mới. Thái độ không chín chắn đó đã phá hoại sự nghiệp của anh tại Mỹ và anh vẫn không hề thay đổi khi nhận việc dẫn chương trình tin tức tại Nga.

### Marcus Eriksen
Xuất hiện trong 10 tập, từ "Belly Full of Turkey" đến "Something New"
Marcus Eriksen là một trong các anh em ruột của Marshall, và thường xuyên chơi khăm Marshall. Anh và tất cả các anh em trai còn lại của Marshall thường xuyên trêu đùa một cách thô bạo cùng nhau. Trong tập "Who Wants to be a Godparent?", Marcus rời bỏ vợ và hai con của mình để theo ước mơ trở thành một nhân viên pha chế rượu. Marcus thường được nhìn thấy trong các sự kiện gia đình như đám tang của bố anh.

### Loretta Stinson
Xuất hiện trong 9 tập, từ "The Stinsons" đến "The End of the Aisle"
Diễn viên: Frances Conroy
Loretta là mẹ ruột của Barney. Trước khi xuất hiện chính thức trong phim, bà từng xuất hiện nhưng chưa hé lộ mặt, lồng tiếng bởi Megan Mullally. Bà được miêu tả là một người đàn bà sống buông thả nên Barney và James chưa bao giờ biết được cha ruột mình là ai. Bà cũng nói dối rất tinh vi với con mình để che đậy những tin xấu, kể cả việc nói dối cha ruột của Barney là Bob Barker. Và để mẹ anh không lo lắng, Barney trước đây từng thuê diễn viên để đóng giả làm gia đình anh; mà sau đó anh buộc phải tiết lộ sự thật. Bà có quay lại trong tập "Cleaning House" khi cả nhóm bạn của Ted đến nhà bà khi bà muốn dọn nhà. Cho dù bà có ý định giấu danh tính thật của cha ruột Barney và James, nhưng sau đó bà tiết lộ họ là ai.

### Arthur Hobbs
Xuất hiện trong 9 tập, từ "The Chain of Screaming" đến "The Pre-Nup"
Diễn viên: Bob Odenkirk
Arthur là sếp của Marshall tại Goliath National Bank và tại Nicholson, Hewitt & West. Ông có một con chó tên là Tugboat. Vì có thói quen hay mắng các nhân viên của mình mà ông có biệt danh "Arthur pháo binh".

### Virginia Mosby
Xuất hiện trong 8 tập, từ "Brunch" đến "Sunrise" 
Diễn viên: Cristine Rose
Virginia là mẹ ruột của Ted, người lấy Alfred suốt 30 năm trước khi li hôn. Bà sau đó lấy Clint trong tập Home Wreckers. Trong khi bà đang độc thân, bà đã hôn Barney. Barney trong nhiều dịp đã nhắc đến việc qua đêm cùng bà.

### Daphne
Xuất hiện trong 8 tập, từ "The Locket" đến "Mom and Dad"
Diễn viên: Sherri Shepherd
Cô là người đồng hành cùng Marshall trong nửa đầu phần 9, khi họ bị đuổi khỏi chuyến bay. Marshall dần biết được thân thế của cô suốt chuyến đi; khi cô có một đứa con gái và luôn lo sợ rằng mình không phải là một người mẹ tốt.

### Brad Morris
Xuất hiện trong 8 tập, từ "Ted Mosby: Architect" đến "Twelve Horny Women"
Diễn viên: Joe Manganiello
Anh là một người bạn của Marshall từ hồi còn học trường luật. Brad và Marshall bắt đầu đi chơi cùng nhau từ khi họ đã khám phá ra mình độc thân trở lại sau khi bị hai cô bạn gái của mình, Kara và Lily, chia tay. Sau đó, Brad quay lại với bạn gái mình, Anh cũng tham gia lễ chia tay độc thân và lễ cưới của Marshall, nơi mà anh đuổi tên bạn trai hồi trung học của Lily, Scooter, ra khỏi đám cưới. Anh từng bị Barney đấm vào mặt khi định hôn Robin tại trận khúc côn cầu, nhưng không để bụng chuyện đó. Anh cũng xuất hiện lại trong tập The Stamp Tramp, khi ban đầu giả vờ cần Marshall giúp đỡ, mà sau đó, khiến Marshall bối rối và suýt mất việc khi biết Brad thực ra là luật sư của phía đối đầu của Marshall trong vụ kiện quan trọng nhất sự nghiệp của anh. Anh cũng xuất hiện trong phân cảnh hé lộ tương lai trong tập Rally khi một bản tin thời sự đưa hình ảnh anh đứng đầu buổi bầu chọn cho Marshall trong chức vụ của Pháp Viện Tối cao Hoa Kỳ năm 2020.

### The Captain
Xuất hiện trong 7 tập, từ "Natural History" đến "Daisy"
Diễn viên: Kyle MacLachlan
George van Smoot, được biết đến với tên gọi "The Captain", được giới thiệu trong phim là chồng của Zoey tại gala ở Viện Bảo Tàng Lịch sử Thiên Nhiên. Ông cũng được biết có số tuổi lớn hơn Zoey và có nỗi ám ảnh cùng với tàu thuyền, một sở thích mà Zoey không hề có. Cho dù ông thường có những cử chỉ đáng sợ (nhiều tới nỗi Ted từng tin rằng ông ấy đã cố giết anh), ông vẫn luôn chứng tỏ mình là kẻ độ lượng và đôi lúc lập dị. Khi ông mến Ted và Ted cũng tôn trọng ông, thì nỗi sợ của Ted về ông càng lớn hơn khi Ted và Zoey ngày càng có tình cảm cùng nhau. Zoey sau cùng đã li hôn The Captain và theo đuổi Ted. Một năm sau khi Ted chia tay cùng Zoey, the Captain lại vô tình gặp mặt Ted tại một triển lãm cùng Lily và Robin. Lần này, the Captain tiết lộ ông không còn giận Ted vì vụ li hôn cùng Zoey. Trong buổi triển lãm, Lily có bình phẩm về một tác phẩm nghệ thuật mà ban đầu The Captain lờ đi, sau đó khiến ông đổi ý và tuyển Lily làm cố vấn nghệ thuật cho ông trong tập "The Ashtray". Sau đó, ông cũng thông báo về ý định muốn dời đến Rome trong một năm và yêu cầu Lily và gia đình của cô cùng đi đến Ý. The Captain có 3 Huy chương vàng Olympic Đấu Kiếm và sau cùng đã đính hôn cùng Becky, người từng làm đồng nghiệp dẫn chương trình cùng Robin.

### Nick Podarutti
Xuất hiện trong 7 tập, từ "Hopeless" đến "Splitsville"
Diễn viên: Michael Trucco
Nick là một người tình của Robin. Họ gặp nhau lần đầu trong một tiệm quần áo và sau đó gặp nhau trong quán rượu có tên là "Hopeless". Cả hai đều thầm yêu đối phương. Cho dù Nick được ghi nhận là nhân vật thường xuyên của phần 7, Michael Trucco vẫn không thể thực hiện được do bận đóng vai Justin Patrick trong phần hai của Fairly Legal. Vậy nên anh bắt đầu hẹn hò Robin trong phần 8. Nick là một nhân vật nhiều cảm xúc và vô cùng ngốc nghếch. Họ chia tay trong tập "Splitsville", khi Barney phân trần việc vẫn còn tình cảm với Robin.

### Robin Sr.
Xuất hiện trong 7 tập, từ "Happily Ever After" đến "The End of the Aisle"
Diễn viên: Eric Braeden
Ông là một người cha hống hách và luôn muốn có một đứa con trai. Khi đứa con đầu lòng ra đời là một đứa con gái (Robin), ông nuôi nấng cô như một đứa con trai, dạy cô các kĩ năng điển hình của nam giới như săn bắn. Robin Sr tỏ ra bất mãn với cô con gái của mình trong nhiều năm; ông rất ít lần liên lạc với cô, có lần còn đính hôn mà không nói với cô. Cả hai sau cùng đã làm lành cùng nhau.

### Bilson
Xuất hiện trong 7 tập, từ "Life Among the Gorillas" đến "The Leap"
Diễn viên: Bryan Callen
Anh là một nhân viên của Goliath National Bank và là đồng nghiệp của Barney và Marshall. Chính anh đã sa thải Ted khi thiết kế Căn phòng Kết thúc Nhân sự.

### Scooter
Xuất hiện trong 7 tập, từ "Best Prom Ever" đến "Gary Blauman"
Diễn viên: David Burtka, chồng thật ngoài đời của Neil Patrick Harris
Scooter là anh bạn trai cũ của Lily hồi học trung học. Anh bị ám ảnh bởi cô và chia tay cô trong một buổi dạ vũ trung học. Scooter xuất hiện nhiều lần trong nhiều phần phim, khi anh thất bại trong việc giành lại Lily trong lễ cưới của cô. Scooter sau cùng đã lấy cô nàng vũ công thoát y giống hệt Lily, Jasmine.

### Gary Blauman
Xuất hiện trong 7 tập, từ "Life Among the Gorillas" đến "The End of the Aisle"
Diễn viên: David Burtka, chồng thật ngoài đời của Cobie Smulders
Gary từng là đồng nghiệp của Barney và Marshall trước đây. Trong tập "The Chain of Screaming", Barney khẳng định việc nghỉ làm của Gary khiến cuộc sống của anh tuột dốc và đã chết. Dù vậy, Blauman vẫn xuất hiện trong nhiều tập sau đó. Trong tập "Gary Blauman" có tiết lộ rằng anh chính là người mà James ngoại tình cùng và khiến James suýt chút nữa đã li hôn cùng Tom.

### Don Frank
Xuất hiện trong 6 tập, từ "The Playbook" đến "Doppelgangers"
Diễn viên: Benjamin Koldyke
Don là bạn trai và là bạn đồng nghiệp của Robin trong phần 5. Robin tiến đến mối quan hệ nghiêm túc cùng anh và quyết định dời về sống cùng anh. Robin từng được mời một công việc tại Chicago nhưng đã quyết định ở lại cùng anh. Khi nhận được lời mời công việc tương tự, Don đã nhận lời và bỏ đi. Trong phần 6, Robin gọi lại cho anh nhưng anh không bao giờ xuất hiện trở lại trong phim.

### Doug Martin
Xuất hiện trong 6 tập, từ "Tập phim mở đầu" đến "Tailgate"
Diễn viên: Will Sasso
Doug là một nam pha chế rượu dữ dằn và bạo lực, người hạ gục 3 người đàn ông khác khi ngồi vào bàn của mọi người. Cho dù anh chỉ xuất hiện nền trong nhiều sự kiện, anh được Ted Tương Lai đề cập trong tập "The Fight".

### Jeanette Peterson
Xuất hiện trong 5 tập, từ "P.S. I Love You" đến "Gary Blauman"
Diễn viên: Abby Elliott
Jeanette là người cuối cùng mà Ted hẹn hò trước khi gặp The Mother. Cô là một cảnh sát từ New York Police Department và theo dõi Ted trong vòng 1 năm rưỡi kể từ khi anh xuất hiện trong một tạp chí, Jeanette bị mọi người mô tả là "điên rồ" sau khi phá nát căn hộ của Ted, hủy quyển Bí kíp của Barney và ném sợi dây chuyền của Robin xuống cầu. Trong tập "Gary Blauman", cô có kết thúc êm ấm cùng anh chàng Kevin.

### Becky
Xuất hiện trong 5 tập, từ "Subway Wars" đến "Daisy"
Diễn viên: Laura Bell Bundy
Becky là đồng nghiệp của Robin, người thay thế cho Don Frank trong chương trình đàm thoại buổi sáng Come On, Get Up New York!. Tính hoạt bát và vui vẻ của cô khiến mọi nhân viên của chương trình yêu quý, nhưng chỉ có Robin là ghét vì luôn làm cô thiếu tính chuyên nghiệp trước ống kính. Trong tập "Canning Randy", cô thực hiện một quảng cáo về thuyền [boats], từ đó đã khiến cô có tên gọi là "Boats Boats Boats". Cô đã lấy The Captain.

### Lucy Zinman
Xuất hiện trong 5 tập, từ "Rebound Bro" đến "Happily Ever After"
Diễn viên: Darcy Rose Byrnes
Là con gái của Stella và Tony, cô bé luôn tỏ ra vui vẻ khi Ted hoặc cha mẹ mình ở bên.

### Claudia và Stuart Bowers
Xuất hiện từ tập "The Wedding" đến "The Poker Game"
Diễn viên: Virginia Williams & Matt Boren
Stuart lần đầu lộ diện khi trong buổi tiệc độc thân cùng Ted và Marshall; Claudia xuất hiện lần đầu khi cô và Stuart chuẩn bị cưới nhau. Trong khi Stuart là một anh chàng dễ dãi, nhạy cảm và trông rất đỗi bình thường, Claudia lại là một người quyến rũ và đầy xúc cảm; dù có nhiều điểm khác biệt, nhưng họ là một cặp đôi hạnh phúc.
Tập "The Wedding" đã lấy đám cưới của họ làm sự kiện chính, khi Claudia vô cùng căng thẳng và từ chối việc Ted dẫn Robin theo trong lễ cưới. Sau cùng, lễ cưới cũng diễn ra suôn sẻ. Họ xuất hiện trong nhiều tập tiếp sau đó. Trong tập "Baby Talk", anh và Claudia có một đứa con gái tên là Esther.

## Nhân vật khách mời
Vai diễn về chính họ
- Maury Povich trong tập "Subway Wars": một trò đùa trong tập phim cho rằng mọi người có thể sẽ nhìn thấy Maury Povich ở mọi nơi và ông đã xuất hiện nhiều lần trong tập phim.[24]
- Regis Philbin, cùng với Marshall, cố tìm ra nơi bán bánh kẹp ngon nhất New York. Ông cũng là người chủ trì cho chương trình hư cấu mang tên Million Dollar Heads or Tails.
- Heidi Klum, Alessandra Ambrosio, Marissa Miller, Miranda Kerr và Adrianna Lima của nhãn hàng Victoria's Secret xuất hiện trong tập "The Yips".
- Marshall tưởng tượng ra một cuộc hội thoại giữa anh và bức ảnh của Kim Kardashian trên một tấm ảnh bìa trên tạp chí trong tập "Benefits".
- Boyz II Men (Wanya Morris, Nathan Morris và Shawn Stockman) hát bài "You Just Got Slapped" trong đoạn cuối tập phim "Slapsgiving 3: Slappointment in Slapmarra".
- "Weird Al" Yankovic đọc một bức thư từ người hâm mộ của Ted trong "Noretta".
- Ralph Macchio và William Zabka xuất hiện trong tập "The Bro Mitzvah" khi họ là những người đem lại bất ngờ cho Barney trong tiệc chia tay độc thân của anh; William Zabka cũng xuất hiện trong 6 tập khác, từ "The Broken Code" cho đến tập "The End of the Aisle", khi đang tham dự đám cưới của Barney.
- Emmit Smith có xuất hiện trong tập "Monday Night Football": Barney gặp anh khi đang cố tìm được kết quả của trận Super Bowl.
- Giọng nói của Phil Simms và Jim Nantz được nghe thấy trong tập "Rabbit or Duck"; Jim Nantz sau đó xuất hiện trong tập "Perfect Week" và "Last Forever – Phần 2", khi Barney tượng tượng mình đang được anh ta phỏng vấn.
- Frank Viola gọi cho Marshall nhưng lại không nhận được phản hồi, do Marshall bị yểm bùa của Barney trong tập "The Final Page – Phần 1".
- Nick Swisher, một tay cựu cầu thủ của đội New York Yankee bước vào quán MacLaren's trong tập "Perfect Week", khiến cô gái mà Barney đang định tán tỉnh bị thu hút.
- Nghệ sĩ nhạc funk George Clinton xuất hiện trong tập "Where Were We?", trong một cảnh mà Marshall tưởng tượng nên.
- Người chủ trì trò chơi truyền hình Bob Barker xuất hiện trong tập "Showdown", khi đang dẫn chương trình Hãy chọn giá đúng mà Barney là người tham gia. Barney khẳng định chính Bob là cha ruột của anh, điều mà mẹ của anh nói dối với anh lúc còn nhỏ, nhưng sau đó anh khẳng định mình biết điều đó không phải là sự thật.
- Tim Gunn xuất hiện trong 5 tập phim, từ "Girls Versus Suits" cho đến tập "The End of the Aisle". Ông là thợ may riêng của Barney và có mặt trong cuối tuần diễn ra đám cưới của Barney. Họ cùng chơi đánh bạc cùng nhau trong tập "The Poker Game" và trong tập "Sunrise", Barney dắt Justin và Kyle đến gặp Tim Gunn để đặt hai bộ y phục.
- Alex Trebek xuất hiện trong tập "False Positive" và "P.S. I Love You", cũng là người cựu chủ trì cho chương trình Million Dollar Heads or Tails
- Alan Thicke có xuất hiện trong 5 tập phim, từ "Sandcastles in the Sand" đến "The Rehearsal Dinner". Trong video âm nhạc "Sandcastles in the Sand", anh đóng vai bố của Sparkles. Alan vẫn là bạn của Robin, anh còn xuất hiện trong một trang mạng dành riêng cho chương trình, CanadianSexActs.org Lưu trữ ngày 9 tháng 6 năm 2021 tại Wayback Machine, đã có xuất hiện trong tập "Old King Clancy".[25][26]
- Jason Priestley, Paul Schaeffer, Geddy Lee, Dave Coulier, k.d. Lang, Luc Robitaille, Steven Page và Alex Trebek xuất hiện trong đoạn phim tài liệu hư cấu trong tập phim "P.S. I Love You".

Các nhân viên y tếDo chính Carter Bays và Craig Thomas thủ vai trong tập "Milk".
AbbyDo Britney Spears thủ vai; xuất hiện trong tập "Ten Sessions" và "Everything Must Go". Abby là nhân viên tiếp tân ở phòng khám của Stella. Cô phải lòng Ted trong khi anh đang theo đuổi Stella. Rốt cuộc, cô đã qua đêm cùng Barney.
AmyDo Mandy Moore thủ vai; xuất hiện trong tập "Wait for It". Người mà Ted gặp tại quán MacLaren's và dùng cô ta để quên đi Robin. Cô trộm một chai tequila từ quán bar và dắt Ted và Barney đi tắm bồn nước nóng trong một căn hộ mà cô không hề sở hữu nó. Cô còn dẫn Ted khi đang say đến tiệm xăm hình và xăm cho anh một con bướm nhỏ ở lưng.
 Anita ApplebyDo Jennifer Lopez thủ vai; xuất hiện trong tập "Of Course". Cô được Robin thuê để dụ dỗ Barney.
HoneyDo Katy Perry thủ vai; xuất hiện trong tập "Oh Honey". Cô là em họ của Zoey van Smoot, tuy thông minh nhưng cả tin và qua đêm cùng Barney. Ted tương lai không thể nào nhớ lại tên của cô nên gọi cô bằng "Honey".
Jessica GlitterDo Nicole Scherzinger thủ vai; xuất hiện trong tập "Glitter". Cô là một người bạn cũ của Robin tại Canada. Glitter là tên của nhân vật mà cô đã tham gia cùng Robin trong một chương trình Canada mang tên "Space Teens".
TiffanyDo Carrie Underwood thủ vai; xuất hiện trong tập "Hooked". Ted bị cho rằng đã "mê mẩn" cô gái này.

## Các nhân vật khác
Nhân viên pha chế rượu không tênDo Stacy Keibler thủ vai; xuất hiện trong tập "Girls Versus Suits" và "Slapsgiving 3: Slappointment in Slapmarra". Cô nhận việc pha chế rượu tại quán MacLaren's và ghét những gã mặc áo com-lê. Cô hẹn hò cùng Barney trong một thời gian ngắn và bắt anh phải chọn giữa cô và những bộ com-lê
 Alfred MosbyDo Michael Gross thủ vai; xuất hiện trong tập "Brunch" và "Last Words". Alfred là cha ruột của Mosby, người kết hôn cùng Virginia trong khoảng 30 năm trước khi li hôn. Ông và Ted khi gặp nhau chỉ toàn nói chuyện về bóng chày.
AnnaDo Dawn Olivieri thủ vai; xuất hiện trong tập "Ted Mosby: Architect" và "The Bracket". Anna là cô gái hầu bàn thành lập trang mạng TedMosbyIsAJerk.com Lưu trữ ngày 12 tháng 8 năm 2019 tại Wayback Machine sau khi Barney giả dạng làm Ted và qua đêm cùng cô.
AshleeDo Vanessa Minnillo thủ vai; xuất hiện trong tập "No Tomorrow". Cô hôn Ted trong Ngày thánh Patrick, cho dù đã kết hôn.
Becca de LucciDo Meegan Godfrey thủ vai; xuất hiện trong tập "Happily Ever After". Cô là người trong tù mà Barney từng hẹn hò.
"Blah Blah" / CarolDo Abigail Spencer thủ vai; xuất hiện trong tập "How I Met Everyone Else" và "Gary Blauman". Ban đầu do Ted không nhớ tên nên gọi cô là "Blah Blah". Cô gặp gỡ Ted thông qua trò chơi World of Warcraft và hẹn hò cùng anh. Barney khăng khăng rằng cô ta là người điên rồ.